# Mount Meager
Mount Meager (franska: Mont Meager) är ett berg i Kanada.   Det ligger i provinsen British Columbia, i den sydvästra delen av landet, 3 500 km väster om huvudstaden Ottawa. Toppen på Mount Meager är 2 680 meter över havet, eller 939 meter över den omgivande terrängen. Bredden vid basen är 13,9 km.
Terrängen runt Mount Meager är huvudsakligen bergig, men västerut är den kuperad. Trakten runt Mount Meager är nära nog obefolkad, med mindre än två invånare per kvadratkilometer.. Det finns inga samhällen i närheten. 
I omgivningarna runt Mount Meager växer i huvudsak barrskog.